# 오병감
오병감(중국어: 伍秉鑑, 병음: Wǔ Bǐngjiàn 우빙젠[*], 1769년 – 1843년 9월 4일)은 중국 청대의 상인이다. 서양에서는 상업명으로 쓴 이름인 호관(howqua, 중국어: 浩官)으로 알려져 있다. 광동십삼행의 중요한 상인이자 이화행(怡和行)의 창설자이며, 광동 공행의 지도자 중 한 명이다. 오병감은 그 시대 세계 최고의 부자 중 한 명으로 꼽힌다.

## 생애
오병감의 조적(祖籍)은 중국 복건성(福建省) 천주부(泉州府) 진강현(晉江縣) 안해(安海)이지만, 본인은 광동성(廣東省) 광주부(廣州府) 남해현(南海縣) 황포(黃埔)(오늘날 중국 광둥성 광저우시 황푸구)에서 태어났다. 강희(康熙)연간 초기, 오씨 가문은 천주(泉州)에서 광주(廣州)로 이주하였으며, 가문은 복건과 광동 사이를 오고가며 차를 파는 상업에 종사하였다. 오병감의 아버지 오국영(伍國瑩)은 광동13행(廣東十三行)의 한 상인 반진승(潘振承)의 회계원(賬房)이었다. 1783년, 오국영은 원순행(元順行) 경영에 참여하였으며, 1792년 아들인 오병감의 형 오병균(伍秉鈞)에게 업무를 물려주었다. 오병균은 이 경험을 바탕으로 이화행(怡和行)을 창립하였으나, 오병균이 35세에 병사하면서 이화행은 동생 오병감이 계승하였다.
서양에서 오병감은 "Howqua"란 이름으로 알려져 있는데, 아버지 오국영이 1대 Howqua였다. Howqua는 상업명인 "호관"(중국어: 浩官, 한어 병음: Haoguan, 월병: Hou6 Gun1)의 복건방언 중 하나인 민남어(閩南語) 발음이다.
아편전쟁 이전까지 영국과의 무역에서 엄청난 돈을 벌어 세계에서 매우 부유한 사람으로 알려졌다. 아편전쟁 이전까지 청조는 오직 광동의 무역 전담 길드였던 광동13행을 거쳐서만 서양과 무역했기에, 차나 비단이나 자기를 사실상 독점으로 서양에 팔고 막대한 은을 얻어 큰 부를 축적할 수 있었다. 또한 영국과의 아편 밀무역으로 큰 재산을 치부하기도 하였다. 임칙서(林則徐)의 아편 단속에는 미적지근한 태도를 보였지만 막상 전쟁이 발발하자 당시 많은 재산을 조정에 헌납하고 방위대를 조직하기도 하였다. 또한 남경조약 당시 청나라에 부과된 배상금 2100만 은원 가운데 삼백만 은원을 광동13행이 부담케 하였는데, 그 가운데 1/3인 백만 원을 혼자 떠맡을 정도였다.
그 후 1843년 광동에서 죽었다.

## 유산
오병감의 시기 동안 광동 13행과 공행은 크게 번성하여 청조의 무역 이익에 요부를 차지했으며 광저우(廣州)도 세계에서 매우 중요한 도시로 발돋음했다.